# George Crumb
George Crumb (født 24. oktober 1929, død 6. februar 2022) var en amerikansk klassisk komponist.
George Crumb modtog flere internationale æresbevisninger og priser, herunder Pulitzerprisen i 1968, for kompositionen Echoes Time and the River. Har skrev en del scenemusik og elektroniske værker.